# 冠麻鴨
冠麻鴨是一種瀕危的鴨，但有些學者相信牠們已經滅絕。雄性冠麻鴨有黑綠色的冠，胸部、主羽及尾巴也是呈黑綠色，面部、雙頰及喉嚨都是呈黑褐色。牠們的腹部、尾羽及兩側都呈深灰色，有黑色的條紋。上翼羽呈白色，肩膀呈虹綠色。雌性冠麻鴨有白色的眼圈，胸部呈黑色，面部、雙頰、頸部及上翼羽都是呈白色，身體則呈深褐色而有白色斑紋。兩性的頭上都有明顯的綠色羽毛突出。
有關冠麻鴨所知有限。牠們似乎是在韓國及東俄羅斯繁殖，可能是史前的遺種。一些學者認為牠們已經滅絕，但由於不斷有指見到牠們，所以牠們被列作瀕危。但是自1964年後，就未曾有確實的觀察報告。

## 科學分類
冠麻鴨最初是於1890年發現，當時認為是赤麻鴨及羅紋鴨的混種。不過一般相信牠們並非混種。冠麻鴨於1917年由日本鳥類學家黑田長禮所描述。牠們被分類在鴨科下的麻鴨屬，其種小名是拉丁文的「冠」的意思。

## 描述

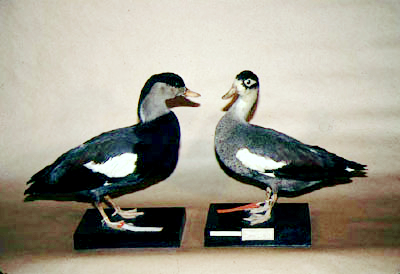
日本山階鳥類研究所的冠麻鴨標本。

冠麻鴨是兩性異形的。雄性冠麻鴨有黑綠色的冠，胸部、主羽及尾巴也是呈黑綠色，面部、雙頰及喉嚨都是呈黑褐色。牠們的腹部、尾羽及兩側都呈深灰色，有黑色的條紋。上翼羽呈白色，肩膀呈虹綠色。雌性冠麻鴨有白色的眼圈，胸部呈黑色，面部、雙頰、頸部及上翼羽都是呈白色，身體則呈深褐色而有白色斑紋。兩性的頭上都有明顯的綠色羽毛突出。冠麻鴨約長63-71厘米，稍微較綠頭鴨為大。牠們的翼展約長30-32厘米。喙及腳都呈粉紅色，雌鴨的較雄鴨的為淡色。雛鴨的主羽顏色不明。

## 分佈及棲息地

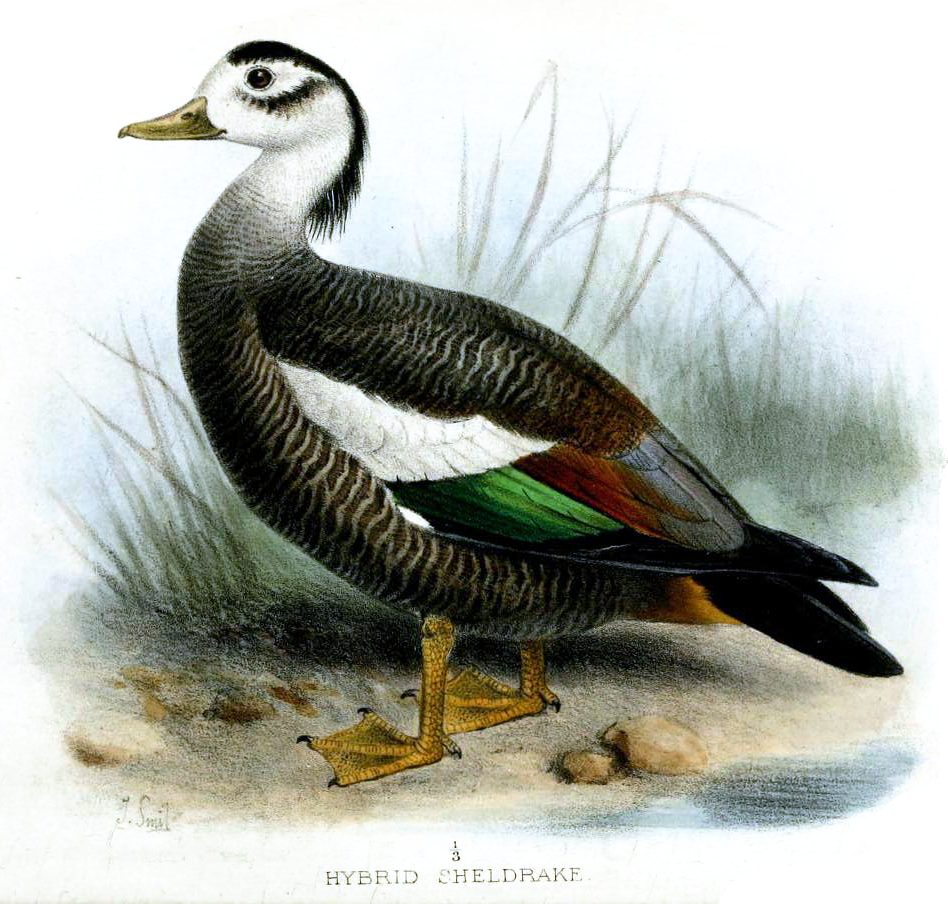
倫敦動物學會報（1890年）菲利普·L·斯克莱特的論文所刊載的插圖

冠麻鴨是在俄羅斯的海參崴及韓國的釜山發現。有指牠們是在俄羅斯遠東、朝鮮北部及中國東北部繁殖，並在日本南部、韓國西南部及中國東邊沿岸至上海等地過冬。一般相信牠們是遺種，或是在史前時期已經廣泛分佈。
冠麻鴨相信是生活在不同的濕地及深水區域。雖然所有的標本都是在岸邊發現，尤其是近河口，但最近卻有指在中國東北的內陸濕地見到牠們。另有傳言指牠們是在山區或火山湖繁殖。

## 生態及行為
由於缺乏研究，對冠麻鴨的所知甚少，但相信牠們是候鳥，由西伯利亞遷徙至韓國、俄羅斯南部及日本。牠們主要是吃水中植物、農作物、藻類、無脊椎動物、軟體動物、甲殼類、腐肉及垃圾。牠們可能是於夜間覓食。雖然沒有提及牠們的巢，但估計牠們是住在樹穴內。牠們每次會產少於10隻蛋，只有雌鳥會負責孵化。牠們於每年的5月至7月間繁殖。牠們曾被觀察到2-8隻成群出沒。

## 保育狀況
冠麻鴨從未曾大量的出現，估計牠們只有在史前廣泛分佈。以往只曾數次見到牠們，及於1916年在韓國釜山射殺了一隻雌鳥。於1943年在近忠清北道可能見到牠們，引起了一陣牠們仍然生存的希望。於1964年在近海參崴的里姆斯基-科爾薩科夫亦見到3隻冠麻鴨。於1971年及1985年，有指分別在朝鮮的東北海岸及俄羅斯東部見到牠們，不過1971年的觀察卻存有疑點。最近在中國的研究又指在中國東北見到牠們。另外在雲南的大山包亦有指見到冠麻鴨，但這可能是錯認了赤麻鴨。若牠們仍然生存，數量相信少於50隻。冠麻鴨由於失去棲息地、被獵殺及過份採集而進入滅絕的危險。

## 與人類的關係
於1716年及1736年有冠麻鴨被捉及輸入日本來飼養。自1854年前牠們都被捕捉來飼養，並被繪畫下來。古老中國的刺繡亦繪有類似冠麻鴨的動物。到現時為止只有一隻雄性冠麻鴨被採集到，與一些雌鳥標本一同存放在日本。另一隻雌鳥的標本則是在海參崴採集的，並存放在哥本哈根的丹麥國家博物館。於1991年，蒙古以冠麻鴨來出版郵票。

## 外部連結
- BirdLife International factsheet （页面存档备份，存于）
- 冠麻鴨的圖畫